# Citroën C3
Citroën C3 — компактный автомобиль с линейкой рядных четырёхцилиндровых двигателей и трехцилиндровых двигателей (с 2012 года), производимый французской компанией Citroën с 2002 года. Выпускается в нескольких модификациях, а также в версии кабриолет. Mini MPV версия C3 была анонсирована в июле 2008 года и названа C3 Picasso, представлена на Парижском автосалоне в 2008 году и поступила в продажу в начале 2009 года.

## Второе поколение
В июле 2009 Citroën показал второе поколение C3. Был представлен новый дизайн кузова с панорамным лобовым стеклом дающим поле зрения в 108 градусов. Подобное панорамное стекло устанавливается на старший C4 Picasso и хетчбэк Opel Astra Sport, также доступно на совершенно новой модели VT. Так же как и предыдущее поколение, новый C3 использует покатую форму крыши и другие детали дизайна своего предшественника, а также имеет черты дизайна перекликающиеся с другими моделями марки, хотя при этом он стал шире и длиннее своего предшественника. Фары головного света, капот, приборная панель и другие компоненты являются общими с моделью DS3. В новом C3 использована смесь аналоговых циферблатов под козырьком и цифровым дисплеем указателя расхода топлива и бортового компьютера. Отсутствует указатель температуры охлаждающей жидкости (в отличие от DS3), однако присутствуют синий и красный сигнальные огни для указания холодного или перегретого состояния мотора.
С инженерной точки зрения модель получила двигатели своего предшественника, но Ситроен объявил новую линейку малых бензиновых моторов, которые PSA создало в сотрудничестве с BMW. Эта линейка моторов Prince имеет шестнадцатиклапанную головку блока цилиндров с двумя распредвалами и VVT, фирменные системы непосредственного впрыска бензина и зажигания BMW. Моторы экономичны, имеют низкий выброс CO2 и хорошую производительность. Идут в версиях 1.4i 95 л.с. и 1.6i 120 л.с., доступны также на других моделях концерна PSA и BMW. Все моторы, включая дизельные, имеют уровень выбросов CO2 ниже 120 г/км, а на версии Airdream+ — до 99 г/км используя новый дизельный двигатель 1.6 HDI (67 кВт; 91 л.с.).
Экономичность также была улучшена установкой круиз-контроля и ограничителя скорости, доступных как стандартное оборудование в комплектациях VTR+, Airdream+ и Exclusive. Все модели оснащены в качестве стандартного оборудования указателем «эффективности трансмиссии» — прибор графически указывает какую передачу необходимо включить и когда нужно сменить передачу вверх или вниз, чтобы оптимизировать расход топлива.
Новый C3 был представлен на Франкфуртском автосалоне в сентябре 2009. Был запущен в производство в ноябре 2009 как модель 2010 модельного года. В Европе проходила рекламная кампания под девизом «The Visiospace» — обыгрывающая панорамное лобовое стекло с расширенным обзором. В 2013 году произошёл рестайлинг модели.

### Уровни оснащения и двигатели
С3 второго поколения имеет три уровня оснащения и комплектуется восемью моделями моторов (определенные моторы могут быть недоступны в некоторых уровнях оснащения и в некоторых странах).
- Attraction (Dynamique в России) : Базовая комплектация. Включает: Запасное колесо — полноразмерное, ремни безопасности водителя и пассажира с преднатяжителями и ограничителями усилия, передние подушки безопасности водителя и пассажира (отключаемая), центральный замок, автоматическая блокировка замков при начале движения, индикатор непристёгнутого ремня водителя, пульт ДУ + Функция определения нахождения автомобиля на парковке, ABS + REF + AFU, индикатор оптимального момента переключения передачи для наиболее экономичного вождения (только для механической КП), кратковременное включение сигнала поворота при перестроении, бортовой компьютер и индикатор температуры воздуха за бортом, рулевое колесо с регулировкой по высоте и вылету, электрический усилитель руля с изменяемым усилием, обогрев заднего стекла, розетка 12 вольт передняя, ручки дверей чёрного цвета, стальные диски R15 c декоративными колпаками, бампера в цвет кузова с декоративными элементами чёрного цвета, радио подготовка (антенна, проводка), задний диван складываемый в пропорции 2/3-1/3, крепления ISOFIX для детского кресла на задних боковых сидениях, фильтр от пыльцы, зеркала с электроприводом регулировок, передние электрические стеклоподъемники.
- Tendance : Включает все что входит в предыдущую комплектацию плюс: Пакет «Аудио»: Аудиосистема с тюнером c функцией RDS, проигрывателем CD с поддержкой MP3, 4 динамика + аудио вход Jack + управление магнитолой с подрулевого блока, кожаный руль, передние противотуманные фары, кондиционер + охлаждаемое перчаточное отделение с подсветкой, ароматизатор воздуха, передние боковые подушки безопасности, стеклоподъемник со стороны водителя секвентальный, с функцией антизажим, сиденье водителя, регулируемое по высоте, ручки дверей окрашенные в цвет кузова, корпуса зеркал в цвет кузова (кроме держателей), карманы в спинках передних сидений.
- Exclusive : Максимальная комплектация для C3. Включает все что входит в Tendance, плюс: Центральный передний подлокотник, малоразмерное запасное колесо, стальные диски R16 c декоративными колпаками, автоматический климат-контроль, панорамное лобовое стекло Zenith, внешняя отделка хромом.

### Тест EuroNCAP
| Euro NCAP                                                                        | Euro NCAP | Euro NCAP | Euro NCAP             |
| -------------------------------------------------------------------------------- | --------- | --------- | --------------------- |
| · общий рейтинг                                                                  |           |           |                       |
| 83%                                                                              | 74%       | 33%       | 40%                   |
| взрослый пассажир                                                                | ребёнок   | пешеход   | активная безопасность |
| Протестированная модель: Citroen C3, 1.4 дизель, левый руль, 5-дв хетчбэк (2009) |           |           |                       |

## Третье поколение
Официально изображения нового C3 были представлены 29 июня 2016. Новый C3 получил оформление носовой части кузова в стиле от Citroën C4 Picasso после фейслифта и получил боковые Airbump молдинги от Citroën C4 Cactus, возможно оснащение с и без Airbumps.

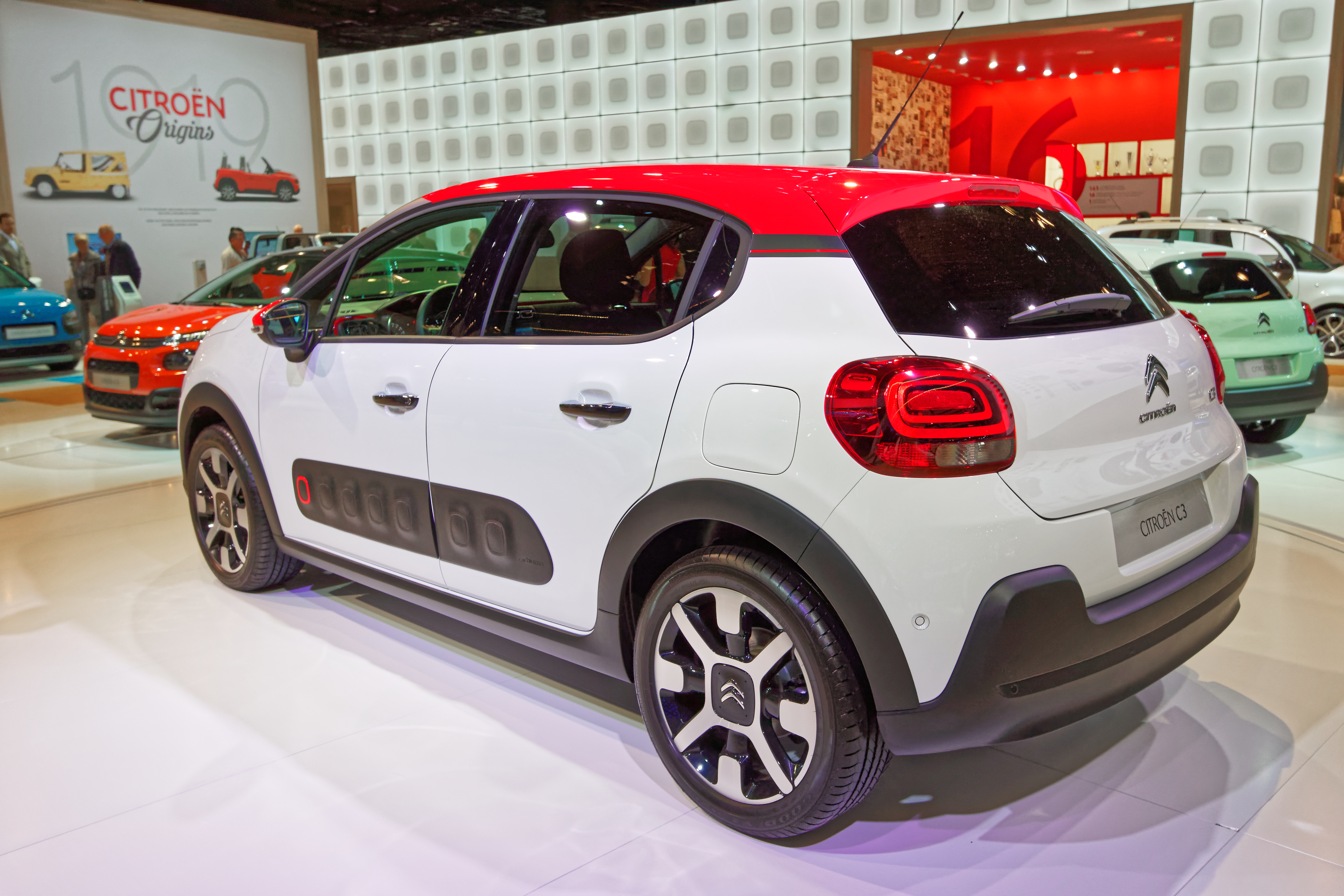
Вид сзади

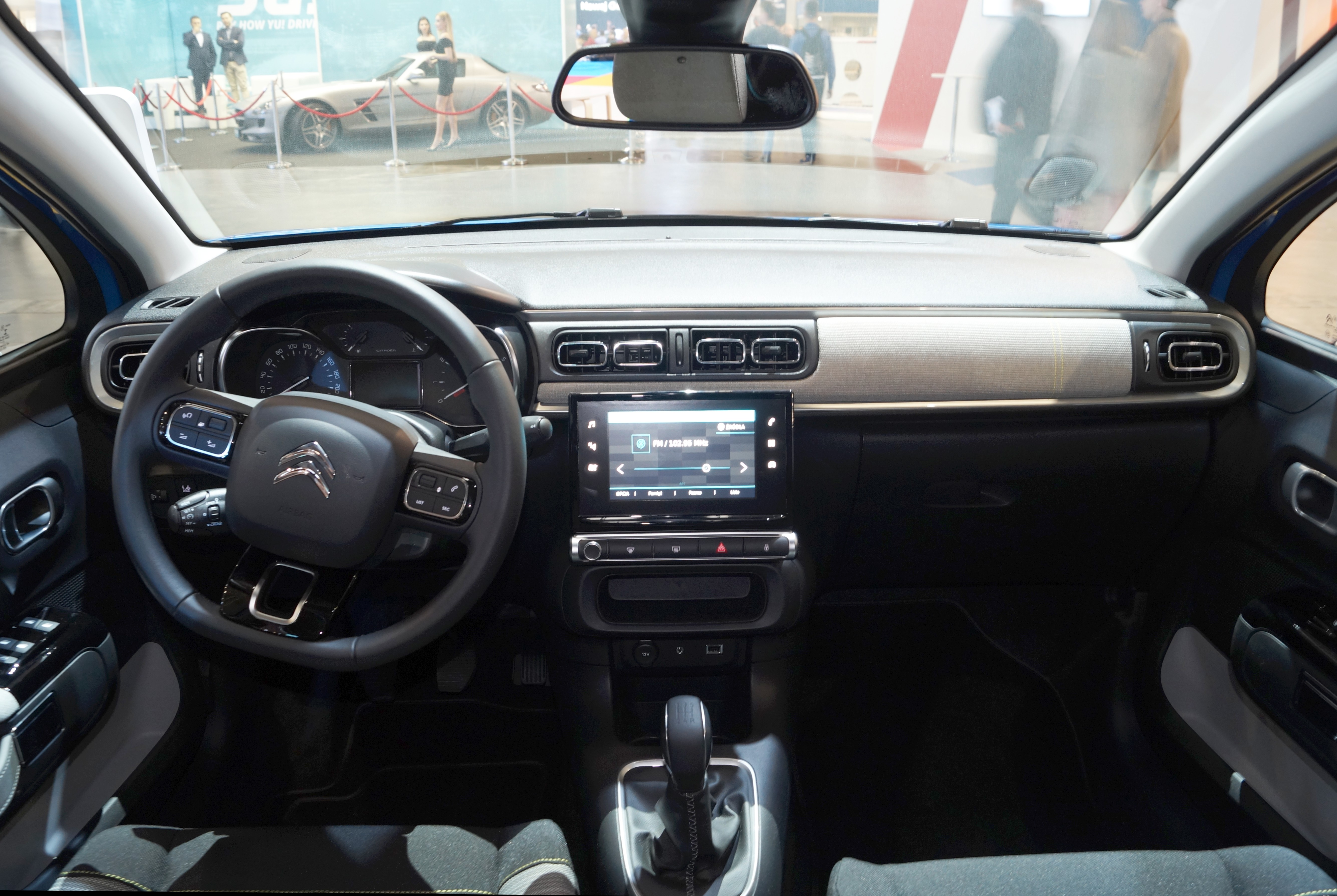
Интерьер Citroën C3

В Европе автомобиль предлагается в девяти цветах кузова и трех различныз цветах крыши, зеркал и зон вокруг противотуманок и Airbump. Citroën заявляет, что всего будет доступно 36 разных цветовых комбинаций.
В России официально не представлен.

### Рестайлинг (2020)
Рестайлинговая версия была представлена в феврале 2020 года. Основные изменения коснулись передней части и фар с новыми светодиодами. Появились два новых цвета: Spring Blue и Rouge Elixir, а также две новые атмосферы интерьера: Techwood и Emeraude.

C3 You, выпущенная в 2023 году, представляет собой новую версию начального уровня. 

### Тест EuroNCAP
| Euro NCAP                                                                   | Euro NCAP | Euro NCAP | Euro NCAP             |
| --------------------------------------------------------------------------- | --------- | --------- | --------------------- |
| · общий рейтинг                                                             |           |           |                       |
| 88%                                                                         | 83%       | 59%       | 58%                   |
| взрослый пассажир                                                           | ребёнок   | пешеход   | активная безопасность |
| Протестированная модель: Citroën C3 1,2 PureTech 82 FEEL, руль слева (2017) |           |           |                       |

## Четвёртое поколение

### Европа (2024)
C3 четвёртого поколения был представлен 17 октября 2023 года. Первоначально модель была представлена в виде электромобиля под названием ë-C3.
Модель ë-C3 основана на платформе Smart Car Platform , которая в будущем ляжет в основу семи моделей, выпускаемых Stellantis. Он описывается как электрическая и более эффективная альтернатива другим модульным архитектурам STLA с упором на электрические модели.
Дизайн C3 четвёртого поколения напоминает кроссоверы-внедорожники с дорожным просветом 163 мм, что на 28 мм выше, чем у его предшественника. C3 также имеет более высокую линию крыши, что создаёт большую кабину с дополнительным пространством для головы спереди на 30 мм и дополнительным пространством для коленей сзади на 20 мм (0,8 дюйма), несмотря на то, что он всего на 19 мм длиннее и на 6 мм шире.
ë-C3 оснащён литий-ферро-фосфатной батареей (LFP) ёмкостью 44 кВтч , обеспечивающей запас хода на электротяге до 320 км (199 миль) по циклу WLTP. Электродвигатель мощностью 83 кВт (111 л.с.) позволяет автомобилю разгоняться до 0–100 км/ч (0–62 миль в час) примерно за 11 секунд.

### Индия и Латинская Америка (2021 г.)
C3 для рынков Индии и Латинской Америки был выпущен раньше европейской модели четвёртого поколения 16 сентября 2021, избегая брендинга «кроссовер-внедорожник».
Производство в Бразилии началось в марте 2022 года. C3 был запущен в стране в конце августа того же года с двигателями 1,0 и 1,6 л. По цене он находится между автомобилями A-сегмента (например, Renault Kwid) и B-сегмента (например, Hyundai HB20).
Бразильский C3 был запущен в Аргентине в конце октября 2022 года. В Аргентине и Уругвае 1,0-литровый двигатель FireFly Fiat заменен на 1,2-литровый двигатель PureTech PSA.  Базовая модель на момент запуска является самым доступным автомобилем в Аргентине.
C3 продаётся в Индии с середины 2022 года.  В 2022 году индийская версия будет содержать 90% местных запчастей.
С 2023 года C3 бразильского производства экспортируется за пределы МЕРКОСУР, в несколько стран Латинской
Америки, таких как Чили, Перу и Коста-Рика.

#### ë-C3
В январе 2023 года Citroën представил в Индии полностью электрический ë-C3 с электродвигателем мощностью 56 л.с, аккумулятором емкостью 29,2 кВтч и запасом хода 320 км.

#### Безопасность

##### Индия
В Индии C3 оснащён двумя фронтальными подушками безопасности, антиблокировочной системой тормозов , напоминаниями о непристёгнутых ремнях безопасности для пассажиров на передних сиденьях и оповещениями о скорости на скорости 80 км/ч и 120 км/ч, как того требуют индийские правила безопасности AIS. Боковые подушки безопасности для грудной клетки и головы отсутствуют, равно как и электронный контроль устойчивости и датчик давления в шинах. Задний центральный ремень безопасности относится к опасному статическому двухточечному типу, и это сиденье не оборудовано подголовником. Задние боковые подголовники не регулируются. Креплений ISOFIX для детских удерживающих устройств нет.  Хотя C3 соответствует индийскому законодательству об ударостойкости, он не прошёл оценку независимых программ потребительского тестирования, таких как Global NCAP.
В феврале 2024 года Citroën India объявила, что к июлю того же года все варианты индийского C3 будут оснащены шестью подушками безопасности и напоминаниями о ремнях безопасности сзади.

##### Латинская Америка

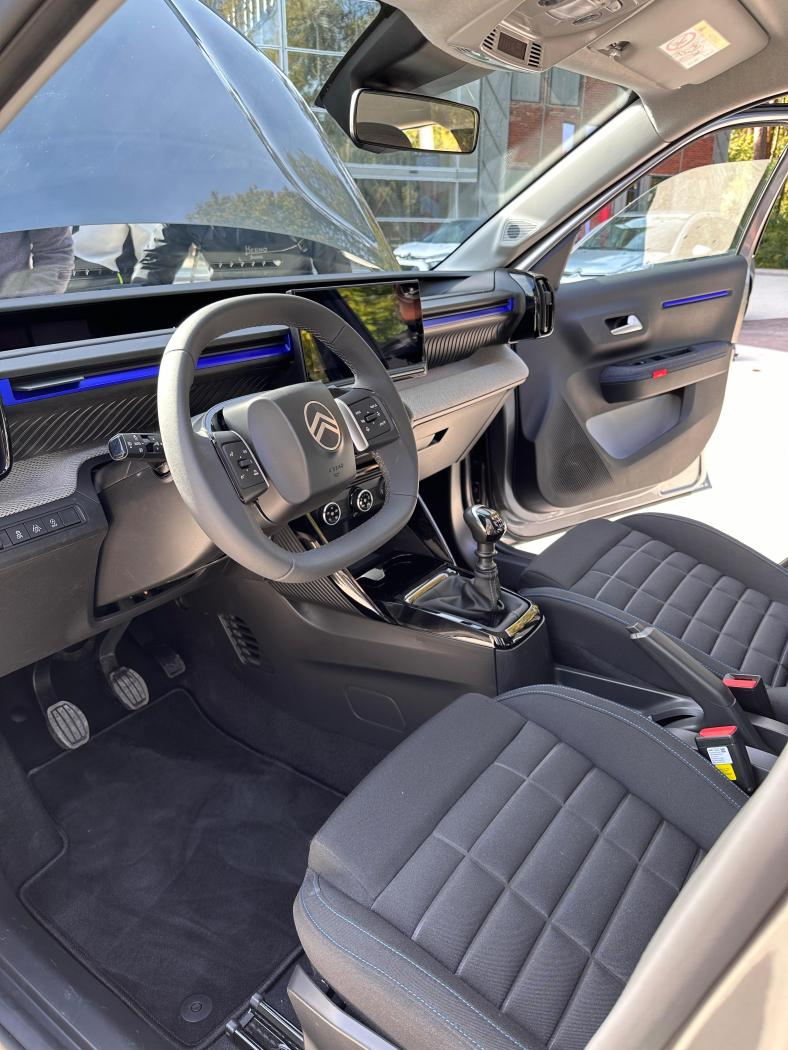
Интерьер европейской версии

В Бразилии C3 оснащён двумя фронтальными подушками безопасности, антиблокировочной системой тормозов, электронной системой стабилизации, напоминаниями о ремнях безопасности на передних сиденьях, креплениями ISOFIX на задних крайних сиденьях, а также регулируемыми подголовниками и трёхточечными инерционными ремнями безопасности для всех, включая задние сиденья. Он прошёл испытания Latin NCAP в 2023 году (аналогично Euro NCAP 2014) и получил 0 звёзд из-за нестабильной конструкции, слабой защиты при лобовом столкновении, отсутствия боковой защиты головы и отсутствия напоминания о ремнях безопасности. 
| Результаты Latin NCAP (2023 г.) |                            |                         |                         |                                       |                                       |                                     |                                     |
| Защита взрослых пассажиров      | Защита взрослых пассажиров | Защита детей-пассажиров | Защита детей-пассажиров | Уязвимые участники дорожного движения | Уязвимые участники дорожного движения | Технологии обеспечения безопасности | Технологии обеспечения безопасности |
| Счет                            | 31%                        | Счет                    | 12%                     | Счет                                  | 50%                                   | Счет                                | 35%                                 |
| Максимальный рейтинг            | 0                          | Максимальный рейтинг    | 0                       | Максимальный рейтинг                  | 5                                     | Максимальный рейтинг                | 0                                   |
| Общая оценка                    | 0                          | 0                       | 0                       | 0                                     | 0                                     | 0                                   | 0                                   |

#### Награды
В 2023 году Citroën C3 из Индии и Латинской Америки стал лучшим городским автомобилем года в мире.

#### Продажи
| Год      | Индия | Бразилия | Аргентина | Уругвай |
| -------- | ----- | -------- | --------- | ------- |
| 2022 год | 5686  | 10 834   | ≈340      | 528     |
| 2023 год |       | 26 581   | 4261      | 1507    |

## Продажи и производство
| Год      | Европа  | Производство по всему миру | Продажи по всему миру | Примечания                                        |
| -------- | ------- | -------------------------- | --------------------- | ------------------------------------------------- |
| 2001 г.  | 1298    |                            |                       |                                                   |
| 2002 г.  | 136 530 |                            |                       |                                                   |
| 2003 г.  | 290 666 |                            |                       |                                                   |
| 2004 г.  | 285 858 |                            |                       |                                                   |
| 2005 г.  | 247 175 |                            |                       |                                                   |
| 2006 г.  | 210 880 |                            |                       |                                                   |
| 2007 год | 201 083 |                            |                       |                                                   |
| 2008 год | 170 036 |                            |                       |                                                   |
| 2009 год | 168 507 | 233 400                    | 226 700               |                                                   |
| 2010 год | 230 093 | 311 200                    | 308 300               |                                                   |
| 2011 год | 181 950 | 353 593                    | 255 312               | Общий объём производства достиг 3 113 192 единиц. |
| 2012 год | 150 203 | 293 000                    | 215 800               | Общий объём производства достиг 3 406 200 единиц. |
| 2013     | 113 625 |                            |                       |                                                   |
| 2014 год | 129 612 |                            |                       |                                                   |
| 2015 год | 123 443 |                            |                       |                                                   |
| 2016 год | 133 566 |                            |                       |                                                   |
| 2017 год | 205 272 |                            |                       |                                                   |
| 2018 год | 208 941 |                            |                       |                                                   |
| 2019 год | 210 465 |                            |                       |                                                   |
| 2020 год | 149 284 |                            |                       |                                                   |
| 2021 год | 156 904 |                            |                       |                                                   |
| 2022 год | 143 358 |                            |                       |                                                   |

В мае 2021 года общий объём производства превысил 4 500 000 единиц, включая 1 000 000 C3 третьего поколения. 
- Citroën C3 Picasso
- Citroën C3 Pluriel
- Citroën DS3